# B-30
Las calzadas laterales AP-7 en Barcelona o B-30 es una autovía de gran capacidad que circunvala la ciudad de Barcelona. Se denomina B-30 debido a que es la tercera de las rondas de circunvalación de la ciudad, siendo la primera la B-10 (Ronda del Litoral) y la segunda la B-20 (Ronda de Dalt).
La B-30 es técnicamente un tramo libre de la autopista de peaje AP-7. Inicialmente, la autopista AP-7 era de peaje a lo largo todo su recorrido, habiendo un peaje en Sant Cugat del Vallès. Se construyeron, pues, dos calzadas laterales con características de autovía, aunque oficialmente no están consideradas como tal al no cumplir todos los requisitos en algunos de sus tramos. Así pues, inicialmente la B-30 designaba las calzadas laterales gratuitas para salvar el peaje de la AP-7 de San Cugat del Vallés.
A partir del año 2001, el peaje de San Cugat desapareció, con lo cual el tramo de la AP-7 que circunvala Barcelona pasó a ser gratuito. Desde entonces, la B-30 designa todo el tramo de la AP-7 desde Barberà del Vallés hasta su enlace con la B-23, tanto su calzada central como la calzada lateral, sumando un total de cinco carriles por sentido.
La calzada central, con características de autopista, se reserva para el tráfico de larga distancia que necesita bordear o cruzar el área metropolitana de Barcelona sin entrar en ésta. Por otro lado, las calzadas laterales canalizan el tráfico de corta distancia que se traslada de un punto a otro dentro de la región urbana.
La B-30 es uno de los complejos viarios más transitados de Cataluña. Es transitada por más de 100.000 vehículos al día y su trazado cruza una región que contiene el 50% de la actividad industrial catalana. Son por tanto habituales las congestiones al juntarse el tráfico de paso con destino a Francia procedente del resto de la península con el tráfico de industria y personas de la región metropolitana. Por ello, la Generalidad de Cataluña impulsó durante la década 2000-2010 el llamado Eje Transversal (C-25), finalizado en 2013, que permite que todo el tráfico de personas y mercancía procedente del norte de la península pueda circular a Francia sin cruzar la región urbana de Barcelona.
En un futuro, se prevé reducir la congestión de tráfico mediante la construcción del llamado Cuarto Cinturón (B-40), a pesar de que todavía se encuentra en proyección para la mayoría de su trazado.

## Tramos
| Denominación | Tramo | km                      | Año servicio |
| ------------ | --- | ----------------------- | --- |
| B-30 AP-7    | Mollet del Valles C-33 AP-7 - El Papiol B-23 AP-7 Tramo original: Mollet del Valles - El Papiol Tramo (sentido Norte): Área de servicio de Vallés - Mollet del Valles Tramo (sentido Sur): Santa Perpetua de Moguda - Mollet del Valles Tramo: Rubí - El Papiol Nuevo tramo calzadas laterales: Rubí - Mira-sol Tramo: Mollet del Valles - El Papiol Enlace de Castellbisbal A-2 AP-7 | 26,6 5 4,5 2,4 26,6 6,5 | 2 carriles por sentido: 1977 3 carriles por sentido: 1991 3 carriles por sentido: 1994 2 carriles por sentido: 1994 4 carriles por sentido: 2004 2021 |